# Queens County, Prince Edward Island
Queens County är ett county i Kanada.   Det ligger i provinsen Prince Edward Island, i den östra delen av landet, 1 000 km öster om huvudstaden Ottawa.
Omgivningarna runt Queens County är en mosaik av jordbruksmark och naturlig växtlighet.